# Kent Exiles
I Kent Exiles sono una squadra di football americano di Chislehurst, in Inghilterra, fondata nel 1990.

## Dettaglio stagioni

### Tornei nazionali

#### Campionato

##### BAFA NL Premiership
| Stagione | regular season | regular season | regular season | regular season | regular season | regular season | playoff | playoff | playoff | playoff | playoff | playoff   | playoff    |
|          | Vin            | Par            | Per            | Tot            | PF             | PS             | Vin     | Per     | Tot     | PF      | PS      | risultato | avversaria |
| -------- | -------------- | -------------- | -------------- | -------------- | -------------- | -------------- | ------- | ------- | ------- | ------- | ------- | --------- | ---------- |
| 2019     | 3              | 0              | 7              | 10             | 102            | 336            | -       | -       | -       | -       | -       | -         | -          |
| 2022     | 2              | 0              | 8              | 10             | 99             | 305            | -       | -       | -       | -       | -       | -         | -          |
| Totale   | 5              | 0              | 15             | 20             | 201            | 641            | -       | -       | -       | -       | -       |           |            |

Fonti: Enciclopedia del Football - A cura di Massimo Mezzetti

##### NWFL Premiership
| Stagione | regular season | regular season | regular season | regular season | regular season | regular season | playoff | playoff | playoff | playoff | playoff | playoff   | playoff    |
|          | Vin            | Par            | Per            | Tot            | PF             | PS             | Vin     | Per     | Tot     | PF      | PS      | risultato | avversaria |
| -------- | -------------- | -------------- | -------------- | -------------- | -------------- | -------------- | ------- | ------- | ------- | ------- | ------- | --------- | ---------- |
| 2022     | 3              | 0              | 5              | 8              | 104            | 249            | -       | -       | -       | -       | -       | -         | -          |
| Totale   | 3              | 0              | 5              | 8              | 104            | 249            | -       | -       | -       | -       | -       |           |            |

Fonti: Enciclopedia del Football - A cura di Massimo Mezzetti

##### BAFA NL National/BAFA NL Division One
| Stagione | regular season | regular season | regular season | regular season | regular season | regular season | playoff | playoff | playoff | playoff | playoff | playoff    | playoff           |
|          | Vin            | Par            | Per            | Tot            | PF             | PS             | Vin     | Per     | Tot     | PF      | PS      | risultato  | avversaria        |
| -------- | -------------- | -------------- | -------------- | -------------- | -------------- | -------------- | ------- | ------- | ------- | ------- | ------- | ---------- | ----------------- |
| 2014     | 7              | 0              | 3              | 10             | 301            | 94             | -       | -       | -       | -       | -       | -          | -                 |
| 2016     | 8              | 0              | 2              | 10             | 264            | 188            | 1       | 1       | 2       | 39      | 43      | Semifinale | Edinburgh Wolves  |
| 2017     | 5              | 1              | 4              | 10             | 186            | 153            | 1       | 1       | 2       | 39      | 62      | Semifinale | London Olympians  |
| 2018     | 7              | 0              | 3              | 10             | 256            | 79             | 2       | 1       | 3       | 74      | 56      | Finale     | Leicester Falcons |
| Totale   | 27             | 1              | 12             | 40             | 1007           | 514            | 4       | 3       | 7       | 152     | 161     |            |                   |

Fonti: Enciclopedia del Football - A cura di Massimo Mezzetti

##### BAFA NL Division Two
| Stagione | regular season | regular season | regular season | regular season | regular season | regular season | playoff | playoff | playoff | playoff | playoff | playoff    | playoff        |
|          | Vin            | Par            | Per            | Tot            | PF             | PS             | Vin     | Per     | Tot     | PF      | PS      | risultato  | avversaria     |
| -------- | -------------- | -------------- | -------------- | -------------- | -------------- | -------------- | ------- | ------- | ------- | ------- | ------- | ---------- | -------------- |
| 2015     | 9              | 0              | 1              | 10             | 479            | 96             | 1       | 1       | 2       | 92      | 47      | Semifinale | Bristol Apache |
| Totale   | 9              | 0              | 1              | 10             | 479            | 96             | 1       | 1       | 2       | 92      | 47      |            |                |

Fonti: Enciclopedia del Football - A cura di Massimo Mezzetti

##### Sapphire Series Division 2B
| Stagione | regular season | regular season | regular season | regular season | regular season | regular season | playoff | playoff | playoff | playoff | playoff | playoff   | playoff       |
|          | Vin            | Par            | Per            | Tot            | PF             | PS             | Vin     | Per     | Tot     | PF      | PS      | risultato | avversaria    |
| -------- | -------------- | -------------- | -------------- | -------------- | -------------- | -------------- | ------- | ------- | ------- | ------- | ------- | --------- | ------------- |
| 2018     | 4              | 0              | 0              | 4              | 128            | 44             | 1       | 1       | 2       | 50      | 42      | Finale    | Oxford Saints |
| Totale   | 4              | 0              | 0              | 4              | 128            | 44             | 1       | 1       | 2       | 50      | 42      |           |               |

Fonti: Enciclopedia del Football - A cura di Massimo Mezzetti